# Javon Bess
Javon Bess (ur. 1 kwietnia 1996 w Columbus) – amerykański koszykarz, występujący na pozycji rzucającego obrońcy.

## Kariera sportowa
W 2019 reprezentował New Orleans Pelicans, podczas rozgrywek letniej ligi NBA.
19 października 2019 został zwolniony przez New Orleans Pelicans.

## Osiągnięcia
Stan na 20 października 2019, na podstawie, o ile nie zaznaczono inaczej.
NCAA
- Uczestnik rozgrywek:
  - NCAA Final Four (2015)
  - turnieju NCAA (2015, 2016, 2019)
- Mistrz turnieju konferencji:
  - Big Ten (2016)
  - Atlantic 10 (2019)
- Obrońca roku Atlantic 10 (2019)
- Zaliczony do:
  - I składu:
    - defensywnego Atlantic 10 (2018, 2019)
    - turnieju:
      - Atlantic 10 (2019)
      - 2K Classic (2018)

  - II składu Atlantic 10 (2019)
- Zawodnik tygodnia Atlantic 10 (1802.2019, 7.01.2019)